# Markovits Györgyi
Markovits Györgyi (Sárbogárd, 1919. november 22. – Budapest, 1985. március 7.) magyar irodalomtörténész, az irodalomtudományok kandidátusa (1972), Markos Miklós (1924–2000) filmrendező, forgatókönyvíró nővére és Markovits Pál (1917–2010) állatorvos, kutató húga. 

## Pályafutása
Markovits Áron (1885–1944) állatorvos és Deutsch Erzsébet (1891–1944) második gyermekeként született. Hárman voltak testvérek. A budapesti Erzsébet Nőiskolában érettségizett (1936), majd varrni tanult és kozmetikus szakiskolát végzett. A második világháború idején férjhez ment Lieblich Pálhoz, akit azonban 1944-ben a Gestapo letartóztatott, és többé nem látták. Szüleit 1944 nyarán Auschwitzba deportálták, ahonnan nem tértek vissza.
1945–1946-ban Temesváron élt, majd 1949-ig a Magyar–Szovjet Olajipari Részvénytársaság adminisztrátoraként dolgozott. 1947-ben összeházasodott Kocziha János mérnökkel, aki az Országos Széchényi Könyvtár (OSZK) párttitkára volt. 1949-től 1957-ig az OSZK könyvtárosa, 1957 és 1983 között a Zárolt Kiadványok Tára vezetője volt. 1952-ben az Eötvös Loránd Tudományegyetem Nyelv- és Irodalomtudományi Karán magyar–francia szakos középiskolai tanári oklevelet szerzett. 1972-ben a Fejezetek a magyarországi cenzúra történetéből. A haladó sajtó és irodalom küzdelme a sajtószabadságért. 1919–1944. című értekezésével megkapta az irodalomtudományok kandidátusa címet.
Gyermekei: Kocziha Zsuzsanna (1955–) és Kocziha Miklós (1957–) pedagógus.

## Főbb művei
- Magyar pokol: A magyarországi fehérterror betiltott és üldözött kiadványok tükrében (szerk., Budapest, 1964)
- Üldözött költészet. Kitiltott, elkobzott, perbe fogott kötetek, versek a Horthy-korszakban (Budapest, 1964)
- A cenzúra árnyékában. Dokumentum-gyűjtemény (Tóbiás Áronnal, Budapest, 1966)
- „Terjesztését megtiltom!”. (A két világháború közötti korszak üldözött sajtója) (Budapest, 1970)
- „A szavak megmaradnak”. Az európai ellenállási mozgalmak irodalmának bibliográfiája (Eger, 1975)
- Hazatért szövegek. Magyar emigráns antifasiszták írásai. 1919–1945 (Budapest, 1975)
- „Amíg szívünk dobog… ” Válogatás a szocialista irodalomból 1932–1944 (Budapest, 1975)
- A magyar írók harca a cenzúra ellen (1919–1944) (Budapest 1985)

## Díjai, elismerései
- Munka Érdemrend arany fokozata (1979)[5]
- Szocialista Kultúráért (1983)[6]